# Orange (azienda)
Orange S.A. (fino al 1º luglio 2013 conosciuta come France Télécom) è la maggiore impresa di telecomunicazioni in Francia. Con i suoi 170.000 dipendenti e 230,7 milioni di clienti nel mondo, è una delle principali aziende mondiali del settore.
Al 28 aprile 2021 ha una capitalizzazione in Borsa di 27,72 miliardi di euro. La quota di controllo è in mano pubblica: 13,39% delle azioni controllato dallo stato francese, e il 6,14% è dei dipendenti.
È attiva nella telefonia fissa, in quella mobile ed è un fornitore di servizi internet. È presente, oltre che in Francia, in molti altri paesi del mondo tra cui Marocco, Regno Unito, Spagna, Polonia, Egitto, Romania, Moldavia, Belgio, Slovacchia e nelle ex-colonie francesi.
È membro dell'Istituto europeo per le norme di telecomunicazione (ETSI).

## Storia
A partire dal 1889 il servizio telefonico francese è stato nazionalizzato e dal 1921 è stato gestito dalla Postes, télégraphes et téléphones (PTT). France Télécom nasce nel 1988 come azienda pubblica del governo francese separata dalle Poste, per essere poi privatizzata nel 1991. Nel 1996 viene quotata in borsa.
Dal 2007 ha offerto nel comune di Parigi e dintorni l'ADSL a 100 Mbit/s in download ai suoi clienti. Nel biennio 2008-2009, oltre 20 dipendenti della società si sono suicidati. Furono messi sotto accusa i metodi di direzione e la gestione del personale, e vennero chiesti provvedimenti dal governo francese.
Il marchio Orange è stato inizialmente fondato nel 1994 dai cinesi di Hutchison Whampoa e dopo una serie di passaggi di mano è stato poi venduto nel 2000 da Vodafone a France Télécom. Dal 1º luglio 2013, France Télécom ha cambiato il nome societario in Orange, per meglio rappresentare la natura internazionale dell'azienda. L'azienda era proprietaria della piattaforma di streaming Dailymotion, ma nel 2015 ha ceduto il 90% della sua quota a Vivendi.

### In Italia
In Italia è stata attiva dal 1997 al 2003, in quanto fondatrice, insieme a Enel e Deutsche Telekom, di Wind Telecomunicazioni.

### In Regno Unito
Dal 1993 Orange è stata anche presente nel Regno Unito, ma dal 2010 al 2015 si sono svolte le operazioni per completare una fusione con T-Mobile UK e creare il nuovo operatore EE, che è stato poi comprato da British Telecom nel gennaio 2016.

## Orange nel mondo
Al 2018 Orange ha 264 milioni di clienti, di cui 32,5 milioni di clienti fissi, 56,2 milioni di clienti in connettività mobile 4G e 9,6 milioni di clienti che usano i servizi televisivi.

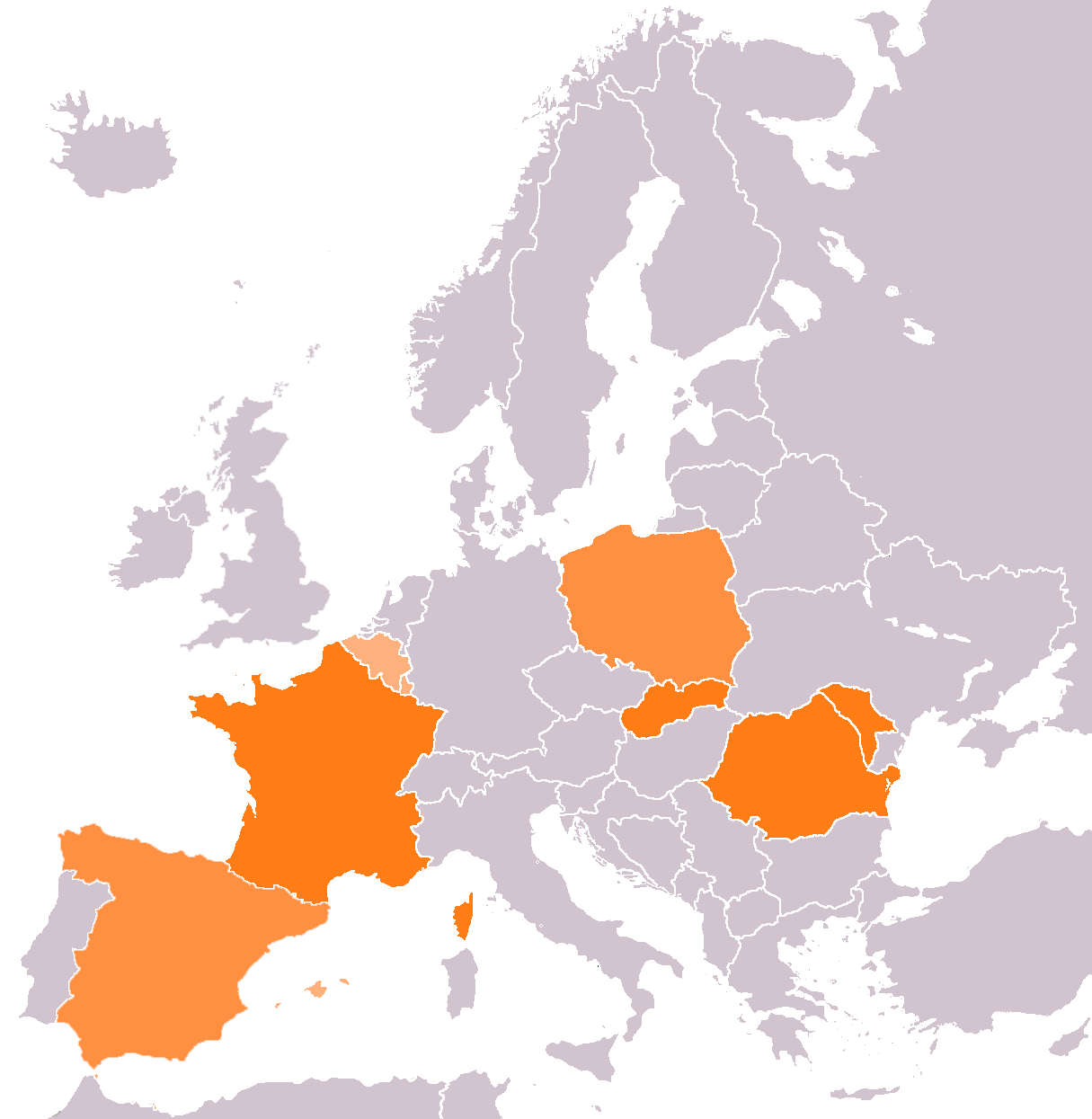
Orange in Europa nel 2017
(Slovacchia, Francia, Romania, Moldavia, Lussemburgo) compagnia telefonica principale (Belgio, Polonia, Armenia) 2ª compagnia telefonica (Spagna) 3ª compagnia

Orange è presente in otto Paesi europei, da cui genera il 70% dei ricavi, unitamente ad altri Paesi africani e mediorientali. È anche proprietaria di una quota dell'10,2% in Deezer.
| Paese              | Operatore                        | Partecipazione (%) |
| ------------------ | -------------------------------- | ------------------ |
| Belgio             | Orange Belgium                   | 52,91              |
| Francia            | Orange France                    | 100                |
| Lussemburgo        | Orange Communications Luxembourg | 52,91              |
| Moldavia           | Orange Moldova                   | 94,41              |
| Polonia            | Orange Polska                    | 50,67              |
| Romania            | Orange Romania                   | 99,20              |
| Slovacchia         | Orange Slovensko                 | 100                |
| Spagna             | Orange Espagne                   | 100                |
| Caraibi            | Orange Caraïbe                   | –                  |
| Botswana           | Orange Botswana                  | –                  |
| Burkina Faso       | Orange Burkina Faso              | 85,81              |
| Camerun            | Orange Cameroon                  | 94,40              |
| Rep. Centrafricana | Orange Centrafrique              | –                  |
| RD del Congo       | Orange RDC                       | 100                |
| Costa d'Avorio     | Orange Côte d'Ivoire             | 72,52              |
| Egitto             | Orange Egypt                     | 99,96              |
| Guinea             | Orange Guinée                    | 37,64              |
| Guinea-Bissau      | Orange Bissau                    | 38,10              |
| Giordania          | Jordan Telecom                   | 51                 |
| Liberia            | Orange Liberia                   | –                  |
| Madagascar         | Orange Madagascar                | –                  |
| Mali               | Orange Mali                      | 29,65              |
| Marocco            | Médi Telecom                     | 49                 |
| Mauritius          | My.T/Mauritius Telecom           | –                  |
| Senegal            | Sonatel                          | 42,33              |
| Sierra Leone       | Orange Sierra Leone              | –                  |
| Tunisia            | Orange Tunisie                   | –                  |
| Fonti:             |                                  |                    |

## Partenariato con la Wikimedia Foundation
Il 23 aprile 2009, la Wikimedia Foundation e Orange hanno annunciato un partenariato che consisteva nella possibilità per i clienti di Orange di accedere ai contenuti delle diverse edizioni linguistiche di Wikipedia senza costi di navigazione. Il 24 gennaio 2012 Orange e Wikimedia hanno annunciato che questo accordo sarebbe stato esteso e reso operativo in venti paesi dell'Africa e del Medio Oriente: i clienti Orange che accedevano da rete mobile non avrebbero più dovuto sostenere costi di navigazione per i domini WMF. L'accordo faceva parte di un progetto chiamato Wikipedia Zero, terminato nel 2018.

## Loghi

Logo usato da France Télécom dal 2001 al 2006
Logo usato dopo il rebranding e già in uso per le attività di telefonia mobile